# Мейниман
Мейниман (азерб. Meyniman, до 1999 года — Калиновка) — село в Мейниманском административно-территориальном округе Аджикабульского района Азербайджана.

## Этимология
Село получило свое название от близлежащих сел Мейниман Первое и Мейниман Второе, несмотря на то, что исторически не имеет к ним никакого отношения.

## История
Село основано в XIX веке русскими переселенцами. В годы советской власти получило название Калиновка.
В 1926 году согласно административно-территориальному делению Азербайджанской ССР село относилось к дайре Сабир-Абад Сальянского уезда.
После реформы административного деления и упразднения уездов в 1929 году был образован Калиновский сельсовет в Карасуинском районе Азербайджанской ССР. Позже район упразднен, село вошло в состав Али-Байрамлинского района, но в 1939 году село передано в состав Кази-Магомедского района.
4 декабря 1959 года Кази-Магомедский район ликвидирован, а село передано в состав Али-Байрамлинского района.
Согласно административному делению 1961 года село Калиновка входило в Калиновский сельсовет Али-Байрамлинского района Азербайджанской ССР. 4 января 1963 года Али-Байрамлинский район упразднен, а села Калиновского сельсовета переданы в состав Сабирабадского района.
24 апреля 1990 года село передано в состав новообразованного Аджикабульского района.
5 октября 1999 года селу Калиновка присвоено название Мейниман.
В 1999 году в Азербайджане была проведена административная реформа и внутри Мейниманского административно-территориального округа был учрежден Мейниманский муниципалитет Аджикабульского района.

## География
Мейниман расположен на берегу реки Кура.
Село находится в 22 км от райцентра Аджикабул и в 135 км от Баку. Ближайшая железнодорожная станция — Мугань.
Село находится на высоте 19 метров ниже уровня моря.

## Население
| Численность населения | Численность населения | Численность населения | Численность населения |
| 1980                  | 1987                  | 1999                  | 2009                  |
| --------------------- | --------------------- | --------------------- | --------------------- |
| 593                   | ↗610                  | ↗741                  | ↘0                    |

Население преимущественно занималось хлопководством, хлеборобством, бахчеводством, животноводством.
До начала 1990-х село было преимущественно населено русскими. Согласно переписи 2009 года село заброшено, однако имеются данные о том, что в селе проживает около 1000 человек.

## Климат
В селе полупустынный климат.

## Инфраструктура
В советское время в селе располагались средняя школа, библиотека, медицинский пункт.
В селе расположены почтовое отделение, средняя школа, медицинский пункт, библиотека.